# Diura
Diura is een geslacht van steenvliegen uit de familie Perlodidae. De wetenschappelijke naam van het geslacht is voor het eerst geldig gepubliceerd in 1820 door Billberg.

## Soorten
Diura omvat de volgende soorten:
- Diura bicaudata (Linnaeus, 1758)
- Diura knowltoni (Frison, 1937)
- Diura majuscula (Klapálek, 1912)
- Diura nanseni (Kempny, 1900)